# Paul Schneider (Offizier)
Paul Schneider (* 31. Mai 1869; † nach 1920) war ein deutscher Oberstleutnant der Reichswehr und Führer eines Freikorps.

## Leben
Paul Schneider trat am 22. März 1888 in die Kaiserliche Armee ein, erhielt zum 15. September 1904 seinen Beförderung zum Hauptmann und wurde am 1. Oktober 1908 zur Marineinfanterie versetzt. Er wurde beim II. Seebataillon Adjutant der Marinestation der Nordsee. Vom Posten des Adjutanten der Marinestation der Ostsee abkommandiert, war er von Juni 1913 bis zur Auflösung im September 1914 Führer des deutschen, sogenannten Skutari-Detachements, einer Infanterie-Kompanie der Kaiserlichen Marine. Am 1. Oktober 1913 wurde er zum Major befördert. Im Juni 1914 verfasste Schneider einen Lagebericht, welcher auch Wilhelm II. vorgelegt wurde. Wilhelm II. vermerkte zu Schneiders Ausführungen „genau Mein Urteil, das ich seit 1 1/2 Jahren vertrete“. Für drei Monate war Schneider beim II. Ersatz-Seeflieger-Bataillon 1 und kam dann bis April 1917 als Bataillonskommandeur beim Marine-Infanterie-Regiment 3 des Marinekorps Flandern zum Einsatz. Anschließend war er bis Kriegsende Kommandeur des Marine-Infanterie-Regiments 2 bei der 3. Marine-Division.
Bis Februar 1918 hatte er u. a. den Roten Adlerorden 4. Klasse, das Ritterkreuz des Königlichen Hausorden von Hohenzollern, das Ritterkreuz II. Klasse des Orden vom Zähringer Löwen mit Eichenlaub und das Friedrich-August-Kreuz 1. Klasse erhalten.

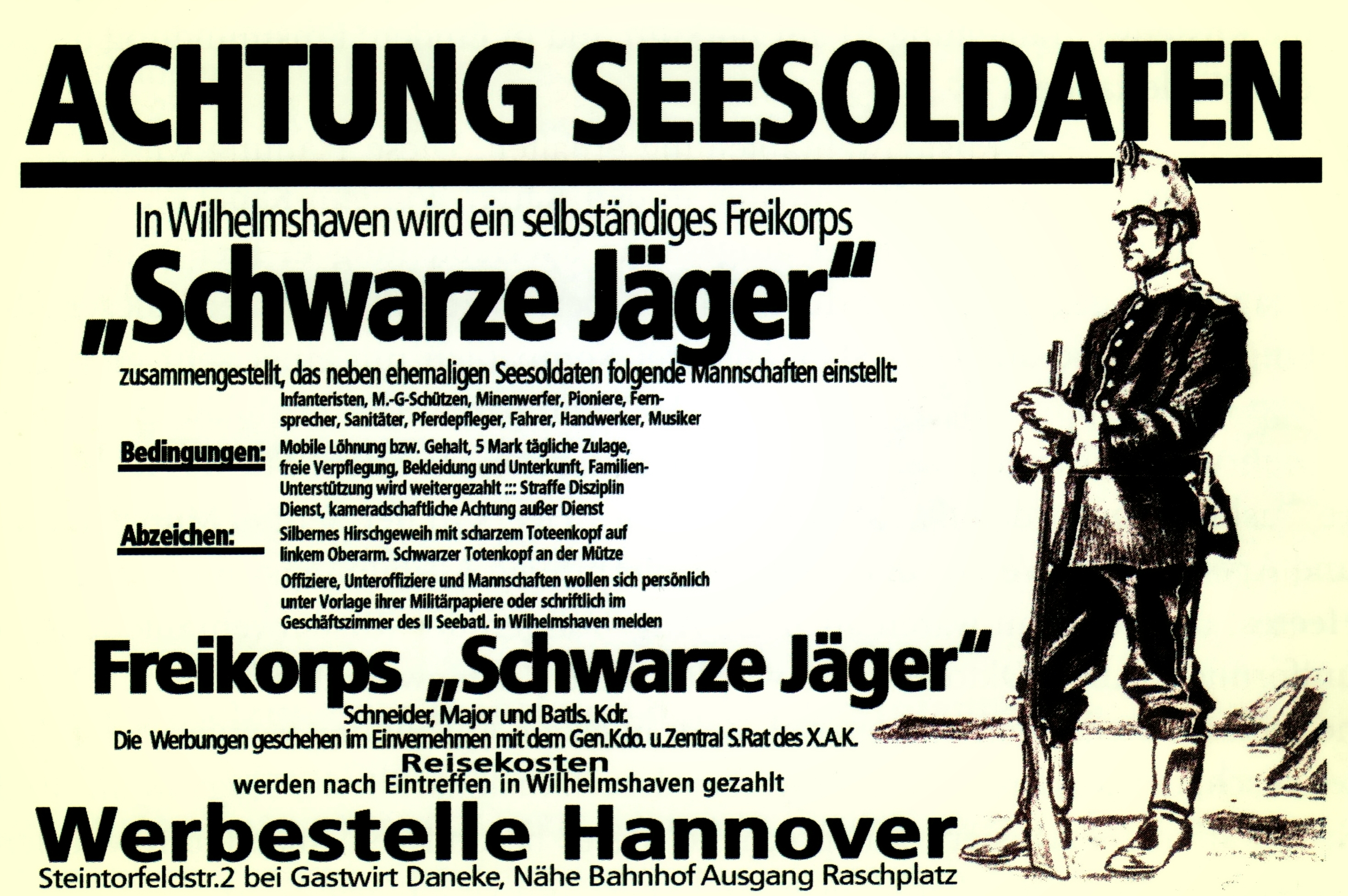
Werbezettel für das Freikorps Schwarze Jäger

Im Januar 1919 wurde das Freikorps „Schwarze Jäger“ u. a. aus Angehörigen des Marine-Infanterie-Regiments 2 aufgestellt und kam unter sein Kommando. Beim ersten Einsatz des Freikorps wurde das Hauptquartier des „Revolutionären Komitees“ in Wilhelmshaven gestürmt, wobei es zu Toten und Verletzten kam. Von März bis Juni 1919 vollzog das Freikorps im Stadtgebiet von Wilhelmshaven Wach- und Sicherungsdienst. Anschließend wurde das Freikorps ins Grenzgebiet der östlichen Reichsgrenze verlegt und im Rahmen des Grenzschutzes Ost im Grenz- und Schutzdienst eingesetzt. Es erfolgte die Zusammenlegung mit dem Jäger-Bataillon Groß-Hamburg der Reichswehr-Brigade 9, welches später in das I./Infanterie-Regiment 18 der vorläufigen Reichswehr aufging.
Am 8. März 1920 wurde er mit dem Charakter als Oberstleutnant aus der Marine verabschiedet.